# Martín Gil
Martín Gil (Córdoba, 13 de octubre de 1868-Buenos Aires, 9 de diciembre de 1955) fue un escritor, abogado, político, meteorólogo y astrónomo argentino.

## Biografía
Nació en la ciudad de Córdoba (provincia de Córdoba) el 13 de octubre de 1868. Su padre era Isaías Gil, un abogado y profesor universitario, mientras que su madre se llamaba Secundina Martínez Carranza.
Desde pequeño se interesó en la astronomía y la meteorología, dedicándose de adulto a las mismas a partir de su formación autodidacta. Estudió abogacía en la Facultad de Derecho y Ciencias Sociales de la Universidad de Buenos Aires.
Al completar sus estudios regresó a Córdoba ocupó diversos cargos públicos, como por ejemplo, Ministro de Obras Públicas de la provincia, entre 1913 y 1916, durante el gobierno de Ramón Cárcano, del partido conservador “Concentración Popular”. También fue diputado nacional por el Partido Demócrata en dos oportunidades, en los periodos 1884-1888 y 1926-1930; así como senador provincial en 1924. En su participación política se destacó por varias propuestas de leyes vinculadas con la astronomía y la creación de institutos para su estudio.
Colaboró con los principales periódicos de dicha ciudad; entre los que se destacó las publicaciones irregulares en el periódico La Nación desde 1907, en los que abordaba distintas temáticas astronómicas, como los planetas, los eclipses lunares, los cometas, el sol y su influencia sobre la tierra, entre otros.

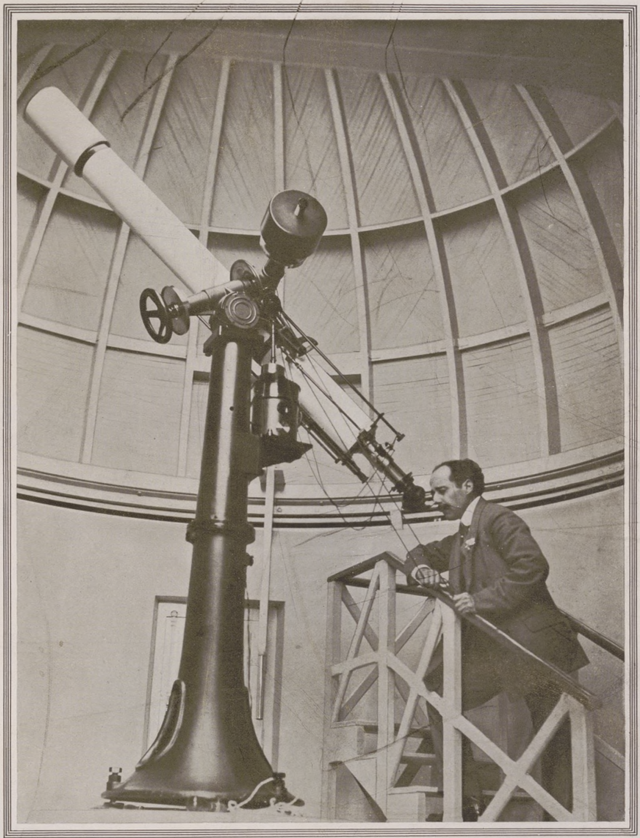
Martín Gil en 1917.

También fue director del Observatorio Astronómico de la ciudad de Córdoba. Durante su gestión se instaló el telescopio Ecuatorial Zeiss, un telescopio que servía para medir ascensiones, rectas y declinaciones de astros. Sin embargo, algunas fuentes afirman que no existen constancias de que haya trabajado en dicho observatorio, más allá de su conocida afición y aportes a la astronomía nacional. Con este instrumento se pudo mejorar ampliamente los estudios y observaciones sobre meteorología y astronomía venía realizando. También desarrollo actividades de divulgación astronómica. Luego de la destitución del presidente Hipólito Yrigoyen 1930, fue nombrado director de la Oficina Meteorológica Argentina, cargo que ocupó hasta 1932. Para esa época, también fue docente del Colegio Nacional de Buenos Aires.

## Pertenencia a instituciones y asociaciones científicas
Entre 1903 y 1904 se asoció a la Société Astronomique de France. En 1915 fue designado Académico Titular de la Academia Nacional de Ciencias de Córdoba; y también fue miembro de la Academia Argentina de Letras y la Junta de Historia y Numismática. Desde 1929 participó como socio fundador de la Asociación Argentina Amigos de la Astronomía. Entre 1931 y 1932 fue vocal del Consejo Nacional de Educación.

## Actividad como escritor
Se desempeñó también como un prolífico escritor, destacándose en la literatura, la prosa costumbrista, y el análisis crítico de la realidad del país, en la cual empleaba un sutil humor.

### Obras
- Prosa Rural, 1900
- Modos de ver, 1903
- Agua mansa, 1906, 1924
- Cosas de arriba, 1909
- Celestes y cósmicas, 1917
- Un anillo desaparecido, 1930
- Mirar de arriba, 1930
- Hablando solo, 1935
- Milenios, planetas y petróleo, 1936
- Una novena en la sierra, 1939
- Nuestra Cruz del Sur, 1943
- Del cielo y la tierra, 1946
- Antología, 1960

## Vida personal
En cuanto a su vida personal, se casó con Ernestina Centeno, con quien tuvo cuatro hijos.Falleció en la ciudad de Buenos Aires el 9 de diciembre de 1955 a la edad de 87 años.